# Carolin Corres
Carolin Corres (* 18. April 1996) ist eine deutsche Fußballspielerin, die seit 2009 Borussia Mönchengladbach angehört.

## Karriere

### Vereine
Corres begann im Mönchengladbacher Stadtteil Venn bei Rot-Weiss Venn mit dem Fußballspielen, bevor sie im Alter von 13 Jahren in die Jugendabteilung von Borussia Mönchengladbach wechselte und zuletzt für deren B-Jugendmannschaft in der Saison 2012/13 acht Punktspiele in der Staffel West/Südwest der B-Juniorinnen-Bundesliga bestritt und vier Tore erzielte.
Noch als B-Jugendspielerin kam sie für die erste Mannschaft in der drittklassigen Regionalliga West an zwei aufeinander folgenden Spieltagen zum Einsatz. Ihr Debüt im Seniorinnenbereich gab sie am 3. Februar 2013 (17. Spieltag) beim 1:0-Sieg im Auswärtsspiel gegen die Sportfreunde Siegen als Einwechselspielerin ab der 46. Minute.
Von 2013 bis 2015 bestritt sie 42 weitere Punktspiele in dieser Spielklasse, in denen ihr fünf Tore gelangen – alle in der Saison 2013/14. Ihr erstes im Seniorinnenbereich erzielte sie am 20. Oktober 2013 (7. Spieltag) beim 2:2-Unentschieden im Auswärtsspiel gegen den FFC Heike Rheine mit dem Treffer zur 2:1-Führung in der 57. Minute. Mit 21 Punktspielen in der Folgesaison trug sie zur regionalen Meisterschaft bei und stieg mit ihrer Mannschaft in die Gruppe Süd der seinerzeit zweigleisigen 2. Bundesliga auf. In dieser Spielklasse bestritt sie zehn Punktspiele und belegte mit ihrer Mannschaft den zweiten Platz. Dennoch stieg sie mit ihrer Mannschaft in die Bundesliga auf – dem Umstand geschuldet, dass es der Zweitvertretung der TSG 1899 Hoffenheim untersagt war, da die erste Mannschaft in der höheren Spielklasse bereits vertreten war. Ihr erstes von drei Saisonspielen bestritt sie am 25. September 2016 (3. Spieltag) bei der 1:3-Niederlage im Heimspiel gegen den 1. FFC Turbine Potsdam. Abstiegsbedingt reihten sich 16 Punktspiele in 2. Bundesliga Nord an, in denen sie zwei Tore erzielte. Aufstiegsbedingt wurde sie in der Bundesligasaison 2018/19 in allen 22 Saisonspielen eingesetzt. Von 2019 bis 2023 kam sie in jeweils zwei Saisonen der 2. Bundesliga und Regionalliga West in insgesamt 79 Punktspielen zum Einsatz, in denen sie sechs Tore erzielte. Seit der Saison 2023/24 ist sie mit ihrer Mannschaft erneut in der 2. Bundesliga vertreten. Während ihrer Vereinszugehörigkeit spielte sie in acht aufeinander folgenden Saisonen insgesamt 13 Mal im DFB-Pokalwettbewerb.

### Nationalmannschaft
Corres ist viermalige Nationalspielerin, die für die U16-Nationalmannschaft im Spieljahr 2012 einmal im Mai und dreimal im Juli gegen die U16-Nationalmannschaften Frankreichs, der Niederlande, Norwegens und Finnlands spielte (1 Sieg, 2 Remis, 1 Niederlage).

## Erfolge
- Meister Regionalliga West 2023 und Aufstieg in die 2. Bundesliga
- Meister 2. Bundesliga Nord 2018 und Aufstieg in die Bundesliga
- Zweiter 2. Bundesliga Süd 2016 und Aufstieg in die Bundesliga
- Meister Regionalliga West 2015 und Aufstieg in die 2. Bundesliga Süd

## Sonstiges
Corres geht im Mönchengladbacher Stadtteil Hehn ihrem Beruf als Physiotherapeutin in Vollzeit nach.